# Yákov Sánnikov
Yákov Sánnikov (en ruso: Яков Санников) (Ust-Yansk, 1780 - no antes de 1812) fue un comerciante y explorador ruso que exploró las islas de Nueva Siberia, frente a las costas siberianas del Ártico. 
En 1800, Sánnikov descubrió y cartografió la isla Stolbovói, y, en 1805, la isla Faddéyevski. En 1809-1810, participó en la expedición dirigida por Matvéi Gedenschtrom. En 1810, Sánnikov cruzó la isla de Nueva Siberia y un año más tarde exploró la isla Faddéyevski. También descubrió la Tierra de Bunge. 
Sánnikov dijo haber avistado una gran tierra al norte de la isla Kotelny. Esta hipotética isla, que se conoce como Tierra de Sánnikov, fue muy buscada por expediciones posteriores pero nunca apareció. 

## Reconocimientos
Varios accidentes geográficos del ártico ruso llevan en su honor su nombre, como el estrecho de Sánnikov entre la isla Pequeña Liajovski y la isla Kotelny.